# 小林元 (グラフィッカー)
小林 元（こばやし げん、1977年3月7日 - ）は、日本のコンピュータゲームグラフィッカー、キャラクターデザイナー。スクウェア・エニックス所属。

## 人物
スクウェア・エニックスの大阪開発事業部に在籍。主に野村哲也や河津秋敏が関わる作品への参加が多い。

## 担当作品
- ファイナルファンタジーI・IIアドバンス（パッケージイラスト）
- 武蔵伝II ブレイドマスター（キャラクターデザイン）
- マリオバスケ 3on3（FFサイドキャラクターデザイン）
- すばらしきこのせかい（キャラクターデザイン）
- サガ2秘宝伝説 GODDESS OF DESTINY（キャラクターデザイン）
- キングダム ハーツ バース バイ スリープ（サブキャラクターデザイン）
- サガ3時空の覇者 Shadow or Light（キャラクターデザイン）
- キングダム ハーツ HD 1.5 リミックス（グラフィックディレクター）
- スクールガールストライカーズ（キャラクターデザイン）[1]
- ファイナルファンタジー エクスプローラーズ（キャラクターデザイン、召喚獣イラスト）
- ドラマチックRPG 神つり（キャラクターデザイン）
- フレイム×ブレイズ（キャラクターデザイン）
- 新すばらしきこのせかい（キャラクターデザイン）
- パラノマサイト FILE23 本所七不思議（キャラクターデザイン）